# Eleotris melanosoma
Eleotris melanosoma је зракоперка из реда Perciformes.

## Угроженост
Ова врста је на нижем степену опасности од изумирања, и сматра се скоро угроженим таксоном.

## Распрострањење
Ареал врсте Eleotris melanosoma обухвата већи број држава. 
Врста има станиште у Кини, Јапану, Малезији, Индонезији, Филипинима, Јужноафричкој Републици, Мозамбику, Танзанији, Самои, Фиџију, Палауу, Папуи Новој Гвинеји, Хонгконгу, Малдивима и Америчкој Самои. Вештачки је уведена у Панами.

## Станиште
Станиште врсте су слатководна подручја и морска подручја.